# Reprezentacja Szwajcarii w unihokeju mężczyzn
Reprezentacja Szwajcarii w unihokeju mężczyzn – drużyna reprezentująca Szwajcarię w rozgrywkach międzynarodowych w unihokeju mężczyzn.

## Historia
Reprezentacja Szwajcarii pod względem zdobytych medali MŚ zajmuje trzecie miejsce, w swym dorobku mają jeden medal srebrny oraz pięć brązowych.

## Udział w imprezach międzynarodowych

### Mistrzostwa Europy
| Rok     | M | Z | R | P | Suma  | +/- | Miejsce   |
| ------- | - | - | - | - | ----- | --- | --------- |
| ME 1994 | 5 | 4 | 0 | 1 | 21:11 | +10 | 3.miejsce |
| ME 1995 | 7 | 5 | 0 | 2 | 41:13 | +28 | 3.miejsce |

### Mistrzostwach Świata
| Rok     | M  | Z  | R | P  | Suma    | +/-  | Miejsce   |
| ------- | -- | -- | - | -- | ------- | ---- | --------- |
| MŚ 1996 | 6  | 4  | 1 | 1  | 43:22   | +21  | 5.miejsce |
| MŚ 1998 | 5  | 3  | 0 | 2  | 24:23   | +1   | 2.miejsce |
| MŚ 2000 | 5  | 3  | 0 | 2  | 23:18   | +5   | 3.miejsce |
| MŚ 2002 | 6  | 4  | 0 | 2  | 24:22   | +2   | 3.miejsce |
| MŚ 2004 | 6  | 4  | 0 | 2  | 43:25   | +18  | 4.miejsce |
| MŚ 2006 | 6  | 3  | 2 | 1  | 55:27   | +28  | 3.miejsce |
| MŚ 2008 | 6  | 4  | 0 | 2  | 37:27   | +10  | 3.miejsce |
| MŚ 2010 | 6  | 4  | 0 | 2  | 69:18   | +51  | 4.miejsce |
| MŚ 2012 | 6  | 5  | 0 | 1  | 79:16   | +63  | 3.miejsce |
| MŚ 2014 | 6  | 3  | 1 | 2  | 29:27   | +2   | 4.miejsce |
| MŚ 2016 | 6  | 4  | 0 | 2  | 40:27   | +13  | 3.miejsce |
| Razem   | 64 | 41 | 4 | 19 | 466:252 | +214 |           |

### Kwalifikacje do MŚ
| Rok  | M | Z | R | P | Suma | +/- | Miejsce |
| ---- | - | - | - | - | ---- | --- | ------- |
| 2014 | 4 | 4 | 0 | 0 | 51:6 | +45 | 1/5     |
| 2016 | 4 | 4 | 0 | 0 | 61:7 | +54 | 1/5     |